# 上村一郎
上村 一郎（うえむら いちろう、1980年〈昭和55年〉6月10日 - ）は、日本の政治家。香川県東かがわ市長（2期）。

## 来歴
香川県大川郡大内町（現・東かがわ市川東）に生まれる。大内町立誉水小学校（現・東かがわ市立大内小学校）卒業。
1996年（平成8年）3月、大内町立大川中学校（現・東かがわ市立大川中学校）卒業。阪神・淡路大震災の救助活動で活躍する自衛隊員に心を打たれた上村は同年4月、陸上自衛隊に入隊。横須賀市の陸上自衛隊少年工科学校（現・陸上自衛隊高等工科学校）に入学。在職中に神奈川県立湘南高等学校の通信制を卒業。
2001年（平成13年）3月、陸上自衛隊を退職。2年の受験勉強ののち、2003年（平成15年）4月、中央大学法学部政治学科に入学。2007年（平成19年）3月、同大学卒業。同年4月、電通パブリックリレーションズに入社。2015年（平成27年）3月、退職。同年4月、磯崎仁彦参議院議員の秘書となり香川県へUターンする。
2018年（平成30年）3月、秘書を退職。同年5月下旬、任期満了に伴う東かがわ市長選挙に立候補する意向を表明した。
2019年（平成31年）4月21日執行の市長選に立候補し、元市職員の元行馨、元引田町長の安倍正典ら3人の候補者を破り、初当選を果たした。
2023年（令和5年）4月23日執行の市長選に立候補し、新人無所属の候補者を破り、2期目の当選を果たした。
※当日有権者数：24,954人 最終投票率：61.21%（前回比：－8.18pts）
| 候補者名 | 年齢 | 所属党派 | 新旧別 | 得票数   | 得票率 | 推薦・支持 |
| -------- | ---- | -------- | ------ | -------- | ------ | ---------- |
| 上村一郎 | 42   | 無所属   | 現     | 11,313票 | 76.75% |            |
| 鎌田紳二 | 74   | 無所属   | 新     | 3,427票  | 23.25% |            |

## 市政
- 2020年（令和2年）11月26日、LGBTなど性的少数者のカップルが婚姻に相当する関係にあると認める「パートナーシップ宣誓制度」を導入すると発表した[5]。同制度は2021年（令和3年）1月1日に導入された[6]。